# Hydrelia subcingulata
Hydrelia subcingulata är en fjärilsart som beskrevs av Inoue 1987. Hydrelia subcingulata ingår i släktet Hydrelia och familjen mätare. Inga underarter finns listade i Catalogue of Life.